# Vyšší Brod
Vyšší Brod település Csehországban, a Český Krumlov-i járásban. Vyšší Brod Lipno nad Vltavou, Frymburk, Rožmberk nad Vltavou, Dolní Dvořiště, Reichenthal, Schenkenfelden, Bad Leonfelden és Loučovice településekkel határos. Lakosainak száma 2564 fő (2024. január 1.).

## Népesség
A település lakosságának változását az alábbi diagram mutatja:
| Lakosok száma | 3864 | 4047 | 4003 | 2194 | 2595 | 2561 | 2548 | 2621 | 2549 | 2564 |
|               | 1869 | 1890 | 1921 | 1950 | 1980 | 2001 | 2017 | 2019 | 2022 | 2024 |